# Gas inerte

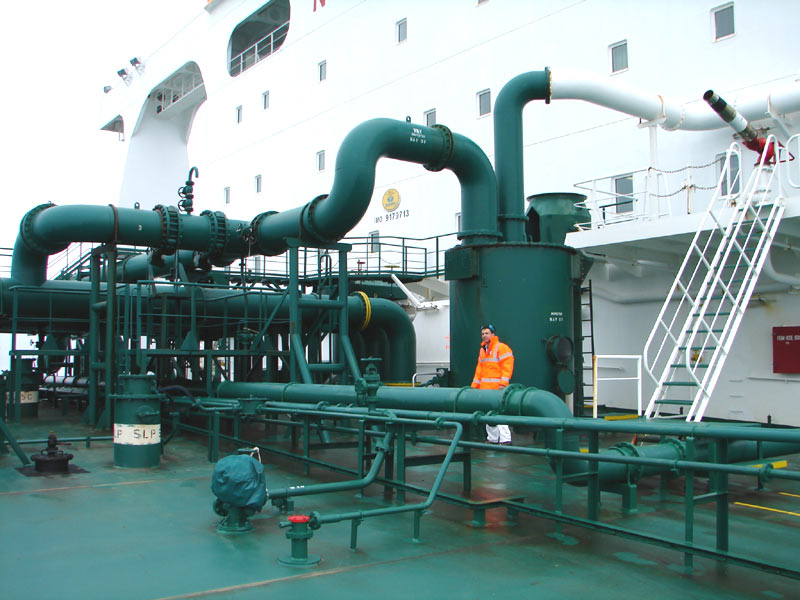
Tubería de gas inerte en una petrolera.

Un gas inerte es un gas no reactivo bajo determinadas condiciones de presión y temperatura, Los gases inertes más comunes son los gases nobles.
El nitrógeno reacciona difícilmente a temperatura ambiente y generalmente son necesarias temperaturas altas, por lo que, según las condiciones, puede emplearse como gas inerte, igual sucede con otros gases. Los gases nobles son menos reactivos y esta reactividad disminuye con los más ligeros.
Los gases inertes se emplean en algunas reacciones químicas en las que hay que evitar la presencia de un gas reactivo; por ejemplo, el oxígeno en procesos de soldadura, gases portadores en cromatografía de gases, etc.